# Örményország a 2014. évi téli olimpiai játékokon
Örményország az oroszországi Szocsiban megrendezett 2014. évi téli olimpiai játékok egyik részt vevő nemzete volt. Az országot az olimpián 2 sportágban 4 sportoló képviselte, akik érmet nem szereztek.

## Alpesisí
Férfi
| Versenyző         | Versenyszám      | 1. futam | 1. futam | 2. futam | 2. futam | Összesítés | Összesítés |
| Versenyző         | Versenyszám      | Idő      | Hely.    | Idő      | Hely.    | Idő        | Helyezés   |
| ----------------- | ---------------- | -------- | -------- | -------- | -------- | ---------- | ---------- |
| Arman Serebrakian | Műlesiklás       | 55,90    | 60.      | 1:04,67  | 31.      | 2:00,57    | 34.        |
| Arman Serebrakian | Óriás-műlesiklás | 1:29,59  | 54.      | 1:28,81  | 42.      | 2:58,40    | 46.        |

## Sífutás
Férfi
| Versenyző         | Versenyszám | Eredmény   | Helyezés   |
| ----------------- | ----------- | ---------- | ---------- |
| Sergey Mikayelyan | 15 km       | 42:39,1    | 46.        |
| Sergey Mikayelyan | 30 km       | 1:13:16,6  | 46.        |
| Artur Yeghoyan    | 15 km       | nem indult | nem indult |
| Artur Yeghoyan    | 30 km       | 1:17:44,5  | 63.        |

Női
| Versenyző      | Versenyszám | Eredmény | Helyezés |
| -------------- | ----------- | -------- | -------- |
| Katya Galstyan | 10 km       | 35:26,4  | 64.      |